# Luoghi della contea di Walla Walla iscritti al National Register of Historic Places
Questo elenco presenta la lista completa di edifici, strutture, oggetti, siti o distretti iscritti al registro nazionale dei luoghi storici presenti nella contea di Walla Walla nello stato di Washington, e offre brevi informazioni descrittive su ciascuno di essi. Il registro nazionale riconosce i luoghi di rilevanza storica nazionale, statale o locale sul territorio degli Stati Uniti. Su oltre 90.000 siti presenti nel registro a livello nazionale, Washington ospita circa 1 500 e 33 di questi si trovano in parte o completamente nella contea di Walla Walla. 
Questo elenco del National Park Service risulta completo per via delle designazioni recenti del NPS pubblicati il 13 dicembre 2019.

## Elenco attuale
| N° | Denominazione                                | Immagine                                     | Data designazione            | Posizione geografica                                                   | Città o comune | Descrizione |
| -- | -------------------------------------------- | -------------------------------------------- | ---------------------------- | ---------------------------------------------------------------------- | -------------- | --- |
| 1  | Bachtold Building-Interurban Depot           |                                              | 27 agosto 2019 (#100004346)  | 330 W. Main St. 46°03′52.92″N 118°20′39.48″W                           | Walla Walla    | |
| 2  | Max Baumeister Building                      | Max Baumeister Building                      | 20 marzo 2025 (#00001448)    | 27 W Main 46°03′59″N 118°20′20″W                                       | Walla Walla    | Costruito nel 1889 dall'agente immobiliare e assicurativo Max Baumeister, l'edificio è un esempio di architettura commerciale tardo vittoriana in stile italianeggiante. Nel corso degli anni ha ospitato numerosi negozi e uffici professionali. |
| 3  | John F. Boyer House                          | John F. Boyer House                          | 20 marzo 2025 (#80004011)    | 204 Newell St. 46°03′45″N 118°22′08″W                                  | Walla Walla    | La casa vittoriana Stick Style del 1883 fu costruita da John Boyer, un banchiere pioniere proveniente da San Francisco. Attualmente di proprietà privata. |
| 4  | William Perry Bruce House                    | William Perry Bruce House                    | 20 marzo 2025 (#75001878)    | 318 Main St. 46°16′07″N 118°09′15″W                                    | Waitsburg      | Costruito in stile italianeggiante vittoriano nel 1883 da William Perry Bruce, un colono fondatore di Waitsburg. Ora il Bruce Memorial Museum è gestito dalla Waitsburg Historical Society. |
| 5  | Norman Francis Butler House                  | Norman Francis Butler House                  | 20 marzo 2025 (#92001586)    | 207 E Cherry St. 46°04′16″N 118°20′18″W                                | Walla Walla    | Un primo esempio di architettura tardo vittoriana in stile Queen Anne, la casa fu costruita da Norman Francis Butler nel 1882 per sua moglie. Attualmente una residenza privata. |
| 6  | Dacres Hotel                                 | Dacres Hotel                                 | 20 marzo 2025 (#74001984)    | 207 W Main St. 46°03′56″N 118°20′27″W                                  | Walla Walla    | Costruito in stile italianeggiante vittoriano, nel 1899 James E. Dacres fu inaugurato come hotel di prima classe a Walla Walla, che ha funzionato fino al 1963. Attualmente ospita il CrossRoads Steakhouse. |
| 7  | Dixie High School                            | Dixie High School                            | 20 marzo 2025 (#81000593)    | 10520 E Hwy. 12 46°08′31″N 118°08′55″W                                 | Dixie          | Progettato dallo studio di architettura Walla Walla di Osterman e Siebert ed edificato nel 1921, rimase una scuola superiore fino al 1941. Oggi ospita la Dixie Elementary School. |
| 8  | Electric Light Works Building                | Electric Light Works Building                | 20 marzo 2025 (#11001013)    | 111 N 6th Ave. 46°03′55.7″N 118°20′43.14″W                             | Walla Walla    | Progettato da Henry Osterman, l'impianto fu originariamente costruito nel 1890 per produrre gas illuminante e tubature. Successivamente è stato convertito per generare elettricità. Ora sede del Power House Theatre. |
| 9  | Fort Walla Walla Historic District           | Fort Walla Walla Historic District           | 20 marzo 2025 (#74001985)    | 77 Wainwright Dr. 46°03′09″N 118°21′31″W                               | Walla Walla    | Fort Walla Walla fu costruita nel 1859 nell'attuale sito, e ospitò le truppe fino alla sua chiusura nel 1910. Attualmente restano ancora in piedi quindici edifici nella proprietà costruiti tra il 1858 e il 1906. Today the site contains a 208-acre city park, the Fort Walla Walla Museum, and the Jonathan M. Wainwright Memorial VA Medical Center. |
| 10 | Green Park School                            | Green Park School                            | 20 marzo 2025 (#90001604)    | 1105 Isaacs Ave. 46°04′28″N 118°19′20″W                                | Walla Walla    | Progettata da Henry Osterman ed edificata nel 1905, la scuola è un esempio di architettura neorinascimentale. Oggi resta in piedi la Green Park Elementary School. |
| 11 | Johnson Bridge                               | Johnson Bridge                               | 20 marzo 2025 (#82004302)    | Touchet North Rd (spans Touchet River) 46°07′22″N 118°38′57″W          | Lowden         | Progettato da E.R. Smith e costruito dal dipartimento di ingegneria della contea di Walla Walla nel 1929, il ponte attraversa il fiume Touchet. Sostituito da un nuovo ponte nel 2007. |
| 12 | Kirkman House                                | Kirkman House                                | 20 marzo 2025 (#74001986)    | 214 N Colville St. 46°04′13″N 118°20′23″W                              | Walla Walla    | The oldest residence in Walla Walla, the brick Italianate Victorian style house was built by William Kirkman in 1880, and was home to three generations of his descendants. Today it serves as the Kirkman House Museum and Textile Center. |
| 13 | Liberty Theater                              | Liberty Theater                              | 20 marzo 2025 (#93000358)    | 50 E Main St. 46°04′02.88″N 118°20′14.71″W                             | Walla Walla    | An example of Craftsman and Moderne architecture, the building was designed by Osterman and Siebert, originally opening in 1917 as the American Theater. Now a Macy's department store. |
| 14 | Lower Snake River Archaeological District    |                                              | 29 ottobre 1984 (#84000471)  | Indirizzo riservato                                                    | Burbank        | |
| 15 | George Ludwigs House                         | George Ludwigs House                         | 20 marzo 2025 (#82004303)    | 125 Newell St. 46°03′50″N 118°19′55″W                                  | Walla Walla    | L'uomo d'affari locale George Ludwigs commissionò a William Meyer nel 1904 la progettazione di una casa per la famiglia Luwigs. La casa, un esempio di architettura Craftsman e stile shingle, è attualmente una residenza privata. |
| 16 | Marcus Whitman Hotel                         | Marcus Whitman Hotel                         | 30 novembre 1999 (#99001461) | 107 N. Second Ave. 46°04′10″N 118°20′24″W                              | Walla Walla    | |
| 17 | Memorial Building, Whitman College           | Memorial Building, Whitman College           | 3 dicembre 1974 (#74001987)  | 345 Boyer Ave. 46°04′16″N 118°19′42″W                                  | Walla Walla    | |
| 18 | Miles C. Moore House                         | Miles C. Moore House                         | 13 novembre 1989 (#89001949) | 720 Bryant 46°03′22″N 118°19′04″W                                      | Walla Walla    | Originariamente costruita nel 1883, la casa del governatore territoriale Miles Moore e della sua famiglia. |
| 19 | Northern Pacific Railway Passenger Depot     | Northern Pacific Railway Passenger Depot     | 20 marzo 2025 (#90001862)    | 416 N. Second Ave. 46°04′15″N 118°20′30″W                              | Walla Walla    | |
| 20 | Osterman House                               | Osterman House                               | 19 ottobre 1983 (#83004274)  | 508 Lincoln St. 46°03′57″N 118°19′31″W                                 | Walla Walla    | |
| 21 | Preston Hall                                 | Preston Hall                                 | 12 gennaio 1993 (#92001590)  | 600 Main St. 46°15′59″N 118°09′12″W                                    | Waitsburg      | |
| 22 | Saturno-Breen Truck Garden                   | Saturno-Breen Truck Garden                   | 1 marzo 1982 (#82004301)     | East of College Place on Rt. 5 46°03′04″N 118°22′42″W                  | College Place  | |
| 23 | Small-Elliott House                          | Small-Elliott House                          | 1 marzo 1982 (#82004304)     | 314 E. Poplar St. 46°04′03″N 118°19′50″W                               | Walla Walla    | |
| 24 | U.S. Post Office – Walla Walla Main          | U.S. Post Office – Walla Walla Main          | 30 maggio 1991 (#91000660)   | 128 N. Second St. 46°04′06″N 118°20′20″W                               | Walla Walla    | |
| 25 | Waitsburg High School                        | Waitsburg High School                        | 25 aprile 2001 (#01000431)   | 421 Coopei St. 46°16′01″N 118°09′05″W                                  | Waitsburg      | |
| 26 | Waitsburg Historic District                  | Waitsburg Historic District                  | 31 marzo 1978 (#78002784)    | Main St. 46°16′19″N 118°09′11″W                                        | Waitsburg      | |
| 27 | Walla Walla Public Library                   | Walla Walla Public Library                   | 20 marzo 2025 (#74001988)    | 109 S. Palouse St. 46°04′03″N 118°19′44″W                              | Walla Walla    | Progettato da Henry Osterman. Ora è la sede del Carnegie Art Center. |
| 28 | Walla Walla Valley Traction Company Car Barn | Walla Walla Valley Traction Company Car Barn | 20 marzo 2025 (#89002097)    | 1102 W. Cherry 46°04′04″N 118°21′24″W                                  | Walla Walla    | Originariamente il tram e il treno di Walla Walla. Oggi è la sala degustazione Canoe Ridge Vineyard. |
| 29 | Washington School                            | Washington School                            | 21 novembre 1991 (#91001737) | 501 N. Cayuse 46°04′06″N 118°21′02″W                                   | Walla Walla    | |
| 30 | Whitehouse-Crawford Planing Mill             | Whitehouse-Crawford Planing Mill             | 20 marzo 2025 (#00000189)    | 212 N. 3rd Ave. 46°04′07″N 118°21′00″W                                 | Walla Walla    | Costruito nel 1904 come mulino per la lavorazione del legno. Oggi è la Seven Hills Winery. |
| 31 | Whitman Mission National Historic Site       | Whitman Mission National Historic Site       | 15 ottobre 1966 (#66000749)  | 6 mi (9,7 km). West of Walla Walla off U.S. 410 46°02′24″N 118°27′41″W | Walla Walla    | |
| 32 | Windust Caves Archaeological District        | Windust Caves Archaeological District        | 29 ottobre 1984 (#84000479)  | Indirizzo riservato                                                    | Windust        | |
| 33 | YMCA Building – Walla Walla                  | YMCA Building – Walla Walla                  | 2 febbraio 2015 (#14001245)  | 28 S. Spokane Street 46°04′04.88″N 118°20′07.97″W                      | Walla Walla    | |

## Prima designazione
| N° | Denominazione           | Immagine | Data designazione         | Data revoca | Posizione geografica | Città o comune | Descrizione       |
| -- | ----------------------- | -------- | ------------------------- | ----------- | -------------------- | -------------- | ----------------- |
| 1  | Adolph Schwarz Building |          | 20 marzo 1976 (#76002273) | –           | 27-33 E. Main St.    | Walla Walla    | Demolito nel 1976 |